# Неннока
Неннока (+467) — настоятельница монастыря в Бретани, память 4 мая, 4 июня.

## Биография
Св. Неннок (Nennoc), или Ненук (Nenooc), или Неннока (Nennoca), или Ненноха (Nennocha), или Ниннок (Ninnoc), или Нинноха (Ninnocha), или Гвенгустль (Gwengustle) по преданию была дочерью св. Брихана. После того, как она
послужила Богу в родной Британии, св. Неннока, по преданию, последовала за святым Жерменом Осеррским во Францию, где стала настоятельницей одного или нескольких монастырей в Арморике. Память о её многочисленных чудесах сохранилась в монастыре Святого Креста, что в Кимперле, епархия Кемпер (Quimper), что в Бретани.

## Источник
- Benedictine Monks of St. Augustine Abbey, Ramsgate. (1966). The Book of Saints, NY, Thomas Y. Crowell